# Panda (ort)
Panda är en ort i Komorerna.   Den ligger i distriktet Grande Comore, i den västra delen av landet, 23 km sydost om huvudstaden Moroni. Antalet invånare är 899.
Terrängen runt Panda är kuperad åt sydost, men norrut är den bergig. Havet är nära Panda åt sydväst.  Närmaste större samhälle är Dembéni, 1,6 km öster om Panda. 